# Isla Pomanda
Isla Pomanda (en inglés: Pomanda Island) es una isla de terrenos bajos de 34 hectáreas (84 acres) de superficie en el lago Alexandrina, ubicada a 87 km al sureste de Adelaida y a 12 km al sur de Wellington, en el estado de Australia Meridional.
Pomanda es el lugar donde se propone el Gobierno de Australia del Sur construir una presa. El vertedero temporal de 2,6 kilómetros podría proteger los suministros de agua del río Murray, en caso de ser necesario agua de mar en el lago Alexandrina.